# Выгузова, Ольга Владимировна
О́льга Влади́мировна Вы́гузова (род. 25 января 1960 года, Пермь, РСФСР, СССР) — основатель, художественный руководитель и главный дирижёр академического хора «Млада», лауреат международных конкурсов, лауреат премии в сфере культуры и искусства Пермского края. Заслуженный деятель искусств РФ (2010).

## Биография
Родилась 25 января 1960 года в Перми. Окончила Пермский государственный институт искусства и культуры (ПГИИК) по специальности «руководитель хорового коллектива».
С 1990 года – художественный руководитель и главный дирижёр Пермского хора «Млада» – известного молодёжного коллектива высокого профессионального уровня, лауреата международных конкурсов и фестивалей (в 2002 году приобрел статус муниципального учреждения культуры).
В 2003 году была удостоена звания Заслуженного работника культуры РФ.
За большую творческую деятельность Ольга Владимировна награждена премией Пермской области в сфере культуры и искусства (2003 г.), Благодарностью Российского фонда культуры (2004 г.), медалью Международного благотворительного фонда «Меценаты столетия» (2005 г.), Благодарностью Совета Федерации Федерального Собрания РФ (2007 г.), премией в сфере культуры и искусства администрации города Перми (2008 г.).
С 2006 года является членом Совета по культуре при Главе города Перми. По её инициативе было принято решение о разработке концепции развития хорового искусства в регионе. Работа в составе жюри, проведение мастер-классов на российских, европейских конкурсах и фестивалях позволяют ей успешно применять полученный опыт и инновационные приемы в области хорового искусства Пермского края.
30 июля 2010 года Указом Президента РФ награждена почетным званием Заслуженный деятель искусств РФ.
14 сентября 2021 Владимир Путин объявил благодарность художественному руководителю Пермского Академического хора «Млада» Ольге Выгузовой за заслуги в развитии отечественной культуры, искусства и многолетнюю плодотворную деятельность.
12 июня 2023 состоялось официальное награждение Ольги Выгузовой званием «Почетный гражданин города Перми».

## Личная жизнь
Замужем, есть сын и дочь.